# 봉주르
봉주르(프랑스어: Bonjour)는 프랑스어권에서 일반적으로 사용되는 인사말이며, 아침 인사이다.